# ائیریاوه
اَئیریاوَه نام خاندان منوچهر است که در اوستا به‌معنای «یاری‌کنندهٔ ایرانیان» آمده‌است.